# Bastione (Riva del Garda)
Der Bastione ist Teil einer ehemaligen venezianischen Festungsanlage aus dem 16. Jahrhundert in Riva del Garda im Trentino.

## Lage
Die Ruine liegt westlich etwa 150 Meter oberhalb des historischen Stadtkerns von Riva an den Hängen der Cima Sat. Von der Stadt führt ein gepflasterter Fußweg in mehreren Serpentinen in etwa 20 Gehminuten zur aussichtsreich gelegenen ehemaligen Festung.

## Geschichte
Der Bastione wurde während der venezianischen Herrschaft Rivas (1440–1509) von einem unbekannten Baumeister auf einer vorher unbebauten Fläche errichtet. Er war als Verteidigungsbollwerk zum Schutze der Stadt und ihrer mittlerweile in die Jahre gekommenen noch aus dem Mittelalter stammenden Stadtbefestigung konzipiert worden. Der Ende 1507 begonnene Bau fällt in die Endphase der venezianische Epoche Rivas und sollte die Stadt am Ufer des Gardasees vor Angriffen aus Richtung Norden absichern.
Die Anlage, die neben dem charakteristischen Rondell noch aus mehreren anderen Baukörpern bestand, die zum Großteil nicht mehr erhalten sind, wurde innerhalb kürzester Zeit fertiggestellt. Bereits im Mai 1509 fiel der Bau nach der Schlacht von Agnadello und dem dadurch bedingten Rückzug der Venezianer aus dem heutigen Trentino in die Hände des Fürstbischofes von Trient Georg III. von Neideck.
Der Bastione war noch im 17. Jahrhundert einsatzbereit und bestens erhalten. Lediglich die Geschützstellungen waren aufgrund der geänderten Bedrohungslage nicht mehr wie ursprünglich im Turm in Richtung Norden und Osten, sondern auf dem ummauerten Vorplatz in Richtung Süden ausgerichtet. Ab der Mitte des 17. Jahrhunderts ist der heruntergekommene und verwahrloste Zustand der Anlage dokumentiert.
Der endgültige Verfall ist mit dem Rückzug der Franzosen während des Spanischen Erbfolgekrieges verbunden. Am 12. Oktober 1703 minierten die Franzosen unter dem Befehl von General Vendôme, sowohl den Bastione als auch die Rocca – die Wasserburg von Riva – und sprengten beide.
In der Folgezeit verfiel der Bastione langsam und es stürzten immer größere Mauerstücke ein. In den 1950er Jahren wurde am südlichen Rand des ehemaligen Vorplatzes die Bergstation eines Sesselliftes errichtet, der Riva mit dem Bastione verband und in der mittlerweile ein Ausflugslokal untergebracht ist, so dass die ursprüngliche Struktur der Gesamtanlage nur noch schwer zu erkennen ist. Ende der 1950er Jahre wurde die Ruine erstmals restauriert und dabei die Turmkrone konsolidiert sowie eine Bresche in der südlichen Außenmauer neben dem unteren Eingang wieder zugemauert. Zwischen 2002 und 2008 ließ die Autonome Provinz Trient die Anlage umfangreich restaurieren, wobei der Innenbereich des Turmes auch mit Hilfe einer Stahltreppe wieder zugänglich gemacht wurde.

## Beschreibung
Der ursprünglich größere Bau setzte sich einst aus einem zentralen Baukörper, dem dreistöckigen aus weißem Bruchstein errichteten Rondell, einem von einer Wehr- und Stützmauer umgebenen Vorplatz, zwei kleineren Türmen sowie einem südlich des Hauptturmes liegenden Vorbau zusammen. Neben dem Rondell sind von der übrigen Anlage nur Teile erhalten geblieben, wie die Stützmauern des Vorplatzes und Überreste des südlich angrenzenden Vorbaus. Von den beiden kleineren Türmen ist der eckige einst am Nordende des Komplexes gelegene Turm vollständig verschwunden, während der südliche halbrunde Turm zum Teil in die ehemalige Seilbahnstation integriert wurde.
Die halbkreisförmig angelegten Geschützstellungen im obersten Stock des Rondells, konnten das vor der nördlichen Stadtmauer liegende Gebiet vollständig bestreichen. Während der mittlere und untere Teil des Turmes relativ gut erhalten ist, ist die ursprüngliche Form im oberen Bereich nicht mehr zu erkennen. Die Maueröffnungen befinden sich auf der Richtung Tal gelegenen Seite des Rondells. Auf der nordwestlich gelegenen Bergseite liegt dagegen der Haupteingang des Turmes. An der Ostseite schmückt das aus Stein gefertigte Wappen des Bischofs Georg III. von Neideck die obere Außenmauer. Einige am oberen Rand an der Nord- und Ostseite angebrachte Konsolen weisen auf ehemals vorhandene Erker hin und lassen den Schluss zu, dass das Rondell früher noch etwas höher gewesen sein muss.
Neben dem Haupteingang gibt es an der Südostseite noch einen zweiten Eingang, der in das unterste der insgesamt drei Stockwerke führt. Der Zugang erfolgt vom ehemaligen Vorplatz über einige Steinstufen, die zuerst in die Überreste der südlich anschließenden Baukörper und von dort aus zum Eingang führen. Der Innenbereich des Turmes kann nur noch schwer den früheren Originalzustand vermitteln, da die Geschossdecken zum Großteil nicht mehr erhalten sind. Im Untergeschoss befanden sich drei durch Mauern getrennte Gewölbe, wovon zwei als Lager und eines als Wasserzisterne genutzt wurden. Das Wasser wurde dabei über steinerne Rinnen, die teilweise noch erhalten sind, in die Zisterne geleitet. Ein früherer Zugang vom Untergeschoss in das darüber liegende Stockwerk lässt sich aufgrund der unzureichenden Spuren nicht mit Sicherheit nachweisen.
Das zweite Stockwerk ist nur über den an der Bergseite gelegenen Haupteingang erreichbar, der mit zwei Wurferkern abgesichert war. Eine ebenfalls zur Verteidigung des Eingangs und rechts davon errichtete Schießscharte ist später zugemauert worden und von außen ebenso wenig zu erkennen, wie eine ehemals vom Haupteingang Richtung Westen und dann nach Süden wegführende Außenmauer, die den Eingang zusätzlich schützte. Gut erhalten ist dagegen die hier etwa drei Meter dicke Turmmauer. Im zweiten Stock des Rondells war die Logistik der Anlage untergebracht. Hier finden sich die Überreste eines Kamins sowie eine kleine Kammer, die wahrscheinlich als Lagerraum diente. Vom zweiten Stock führt eine Stahltreppe in das obere dritte Stockwerk, in dem einst die Geschützstellungen lagen. Die Richtung Norden und Osten ausgerichteten Schießscharten sind relativ gut erhalten. Nicht mehr vorhanden ist dagegen der Fußboden zwischen dem zweiten und dritten Stockwerk, auf den die Geschütze aus der Feuerstellung zurückgezogen wurden. Teilweise eingestürzt ist auch die Außenmauer im oberen Bereich, insbesondere auf der Süd- und Westseite des Turmes.

## Bilder

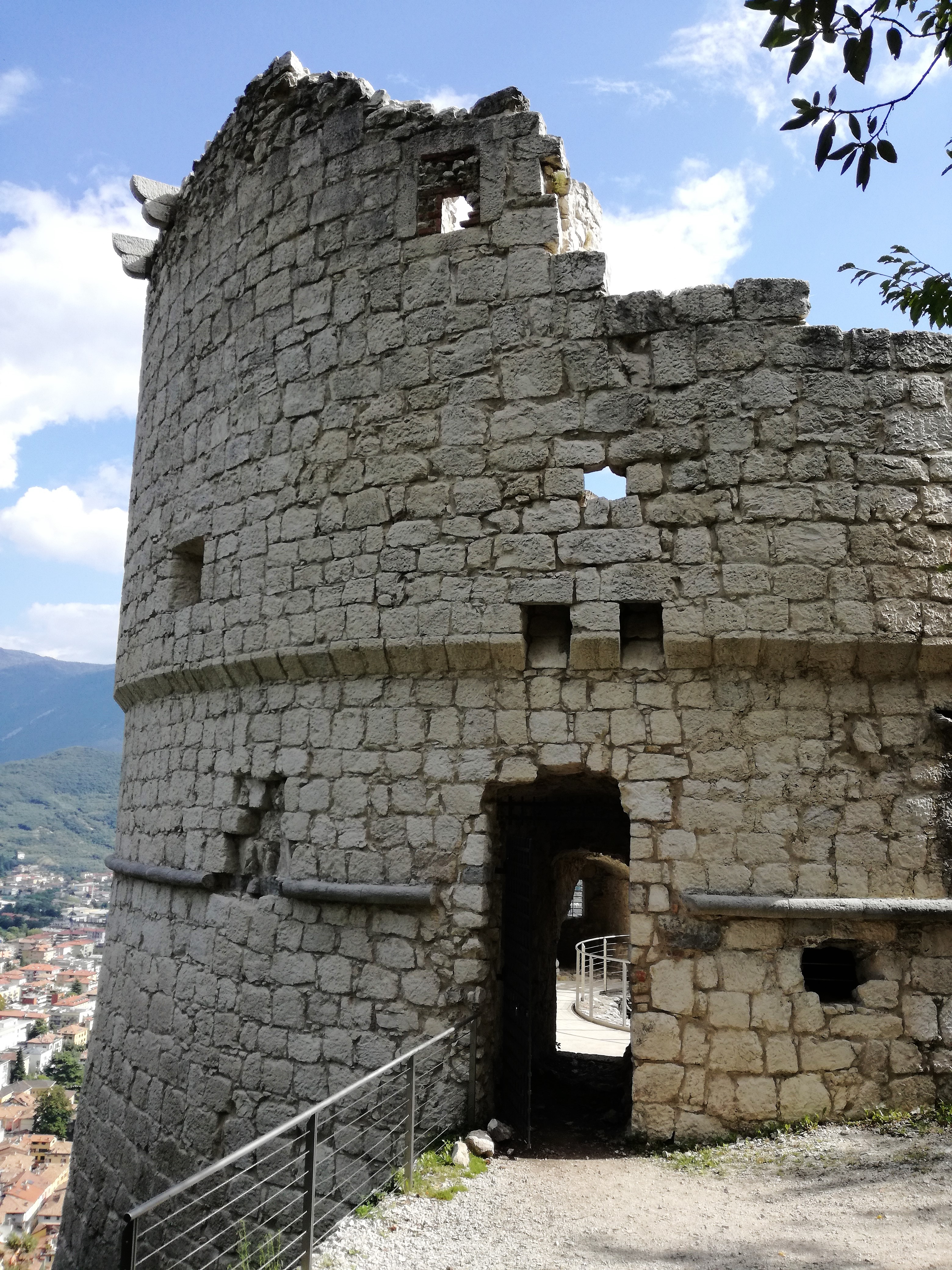
Eingang Nordwestseite mit darüber liegendem Wurferker und links deutlich erkennbaren Erkerkonsolen
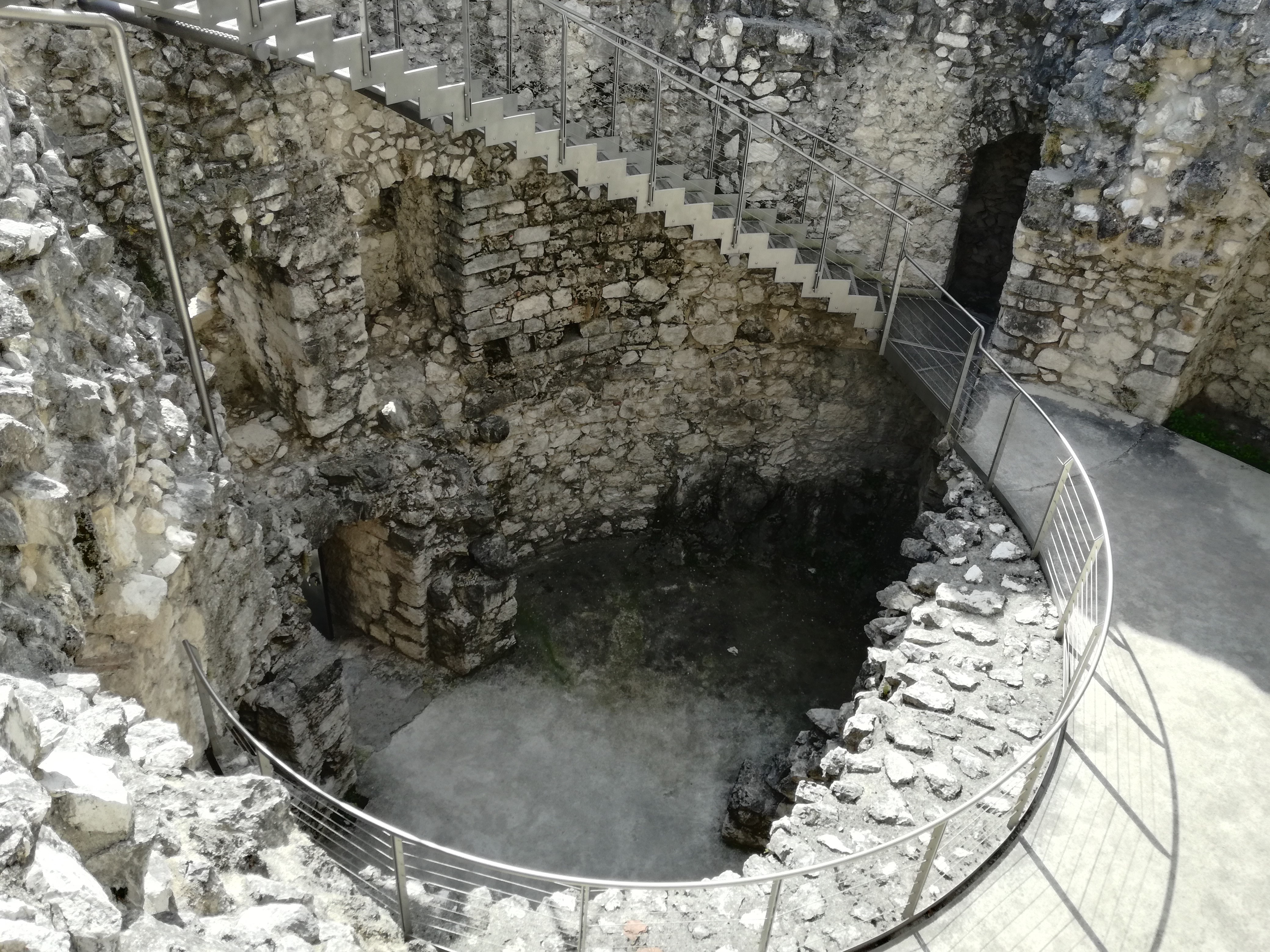
Erste und zweite Ebene mit Treppenaufgang zur ehemaligen Geschützebene
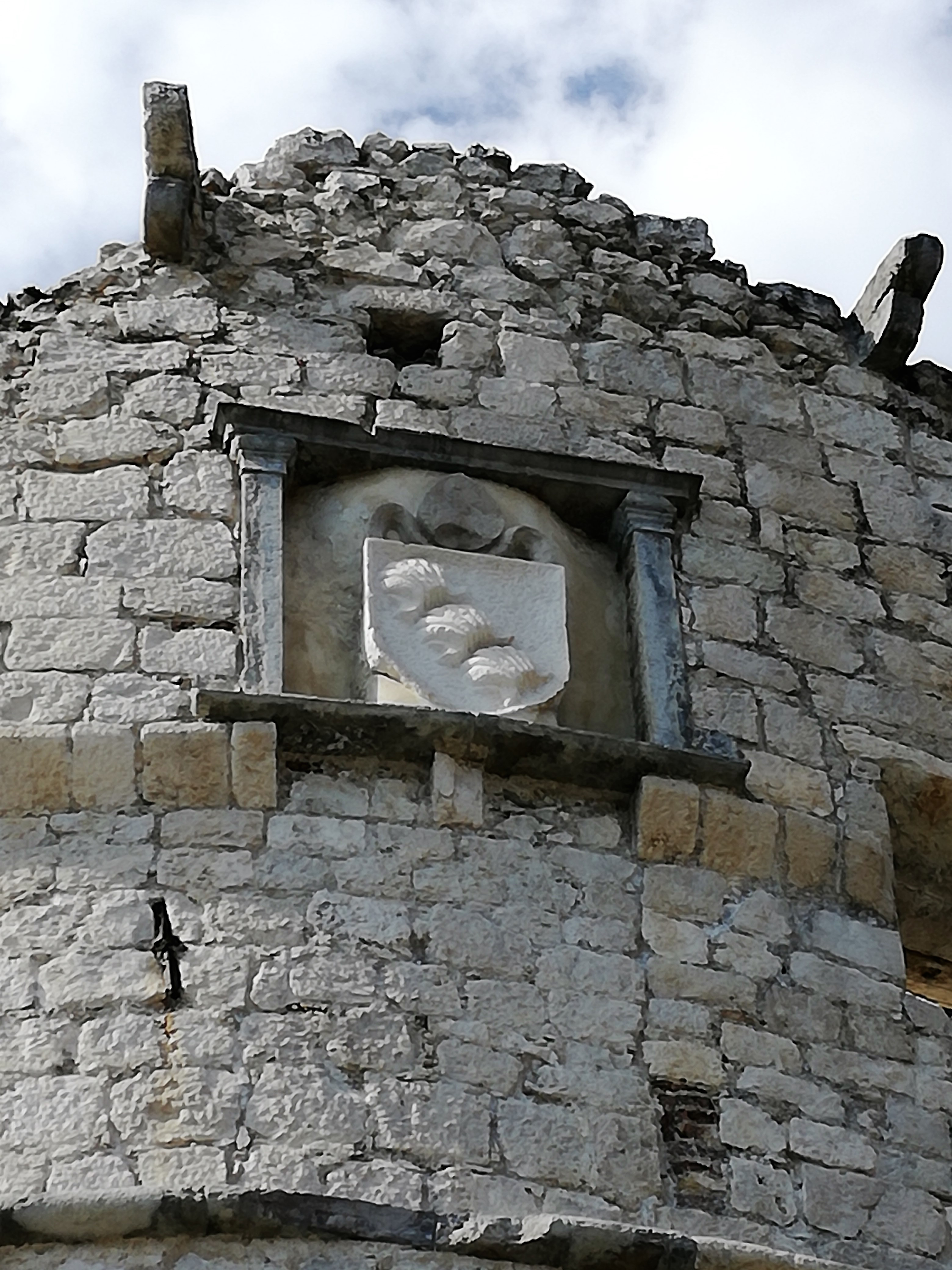
Wappen des Bischofs Georg von Neideck an der Außenmauer
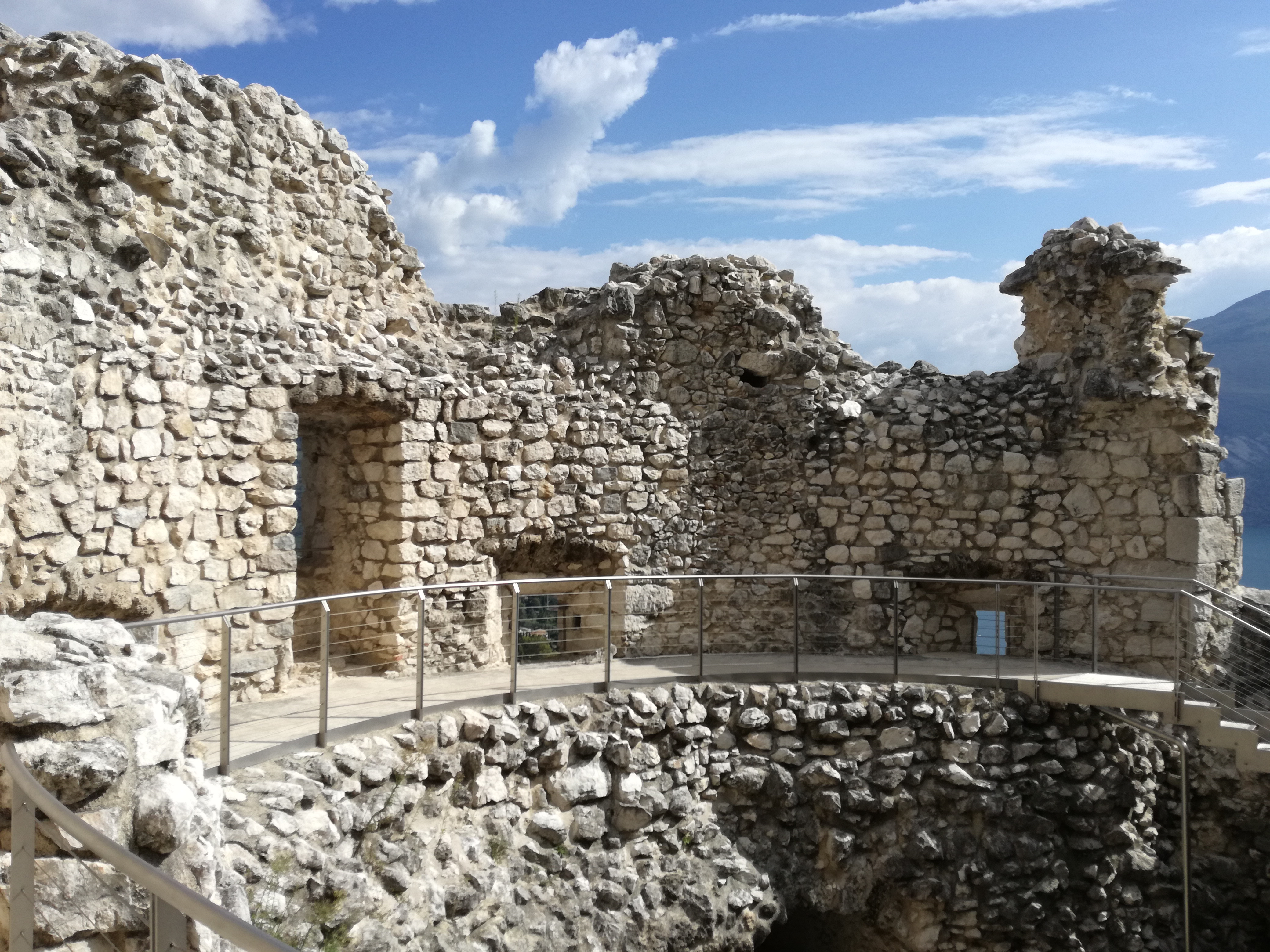
Überreste der Geschützebene
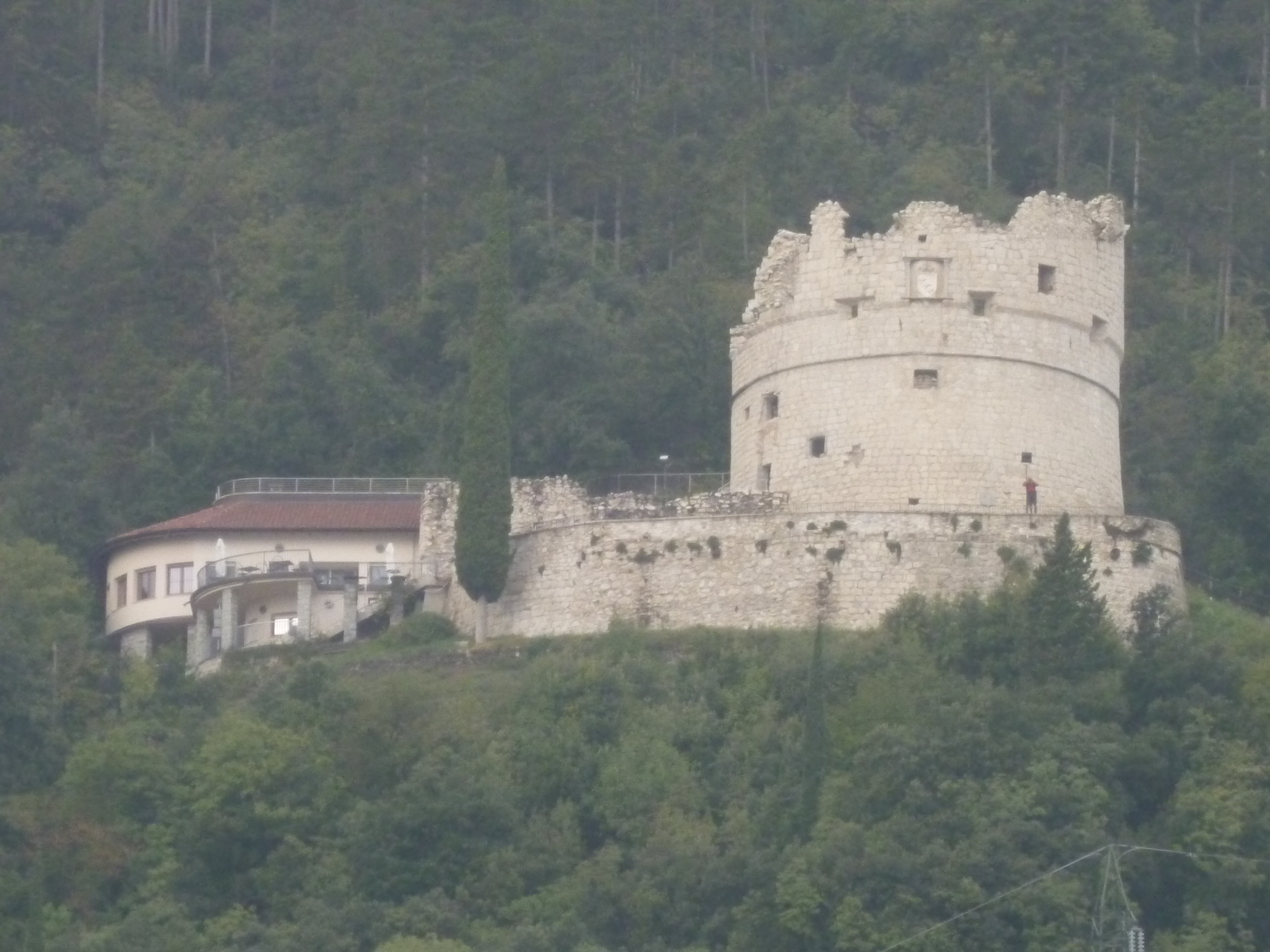
Gesamtansicht mit den deutlich erkennbaren Stützmauern des Vorplatzes